# Конгоньяс-ду-Норти
Конгоньяс-ду-Норти (порт. Congonhas do Norte) — муниципалитет в Бразилии, входит в штат Минас-Жерайс. Составная часть мезорегиона Агломерация Белу-Оризонти. Входит в экономико-статистический микрорегион Консейсан-ду-Мату-Дентру. Население составляет 5166 человек на 2006 год. Занимает площадь 483,002 км². Плотность населения — 10,7 чел./км².

## История
Город основан 30 декабря 1962 года.

## Статистика
- Валовой внутренний продукт на 2003 год составляет 11 248 919,00 реалов (данные: Бразильский институт географии и статистики).
- Валовой внутренний продукт на душу населения на 2003 год составляет 2230,60 реалов (данные: Бразильский институт географии и статистики).
- Индекс развития человеческого потенциала на 2000 год составляет 0,655 (данные: Программа развития ООН).